# Естілл-Спрінгс (Теннессі)
Естілл-Спрінгс (англ. Estill Springs) — місто (англ. town) в США, в окрузі Франклін штату Теннессі. Населення — 2267 осіб (2020).

## Географія
Естілл-Спрінгс розташований за координатами 35°15′23″ пн. ш. 86°7′15″ зх. д. / 35.25639° пн. ш. 86.12083° зх. д. (35.256289, -86.120706).  За даними Бюро перепису населення США в 2010 році місто мало площу 12,11 км², з яких 11,39 км² — суходіл та 0,73 км² — водойми.

### Клімат
| Клімат : Естілл-Спрінгс | Клімат : Естілл-Спрінгс | Клімат : Естілл-Спрінгс | Клімат : Естілл-Спрінгс | Клімат : Естілл-Спрінгс | Клімат : Естілл-Спрінгс | Клімат : Естілл-Спрінгс | Клімат : Естілл-Спрінгс | Клімат : Естілл-Спрінгс | Клімат : Естілл-Спрінгс | Клімат : Естілл-Спрінгс | Клімат : Естілл-Спрінгс | Клімат : Естілл-Спрінгс | Клімат : Естілл-Спрінгс |
| Показник                | Січ.                    | Лют.                    | Бер.                    | Квіт.                   | Трав.                   | Черв.                   | Лип.                    | Серп.                   | Вер.                    | Жовт.                   | Лист.                   | Груд.                   | Рік                     |
| Середній максимум, °C   | 9,4                     | 11,1                    | 16,1                    | 21,7                    | 25,6                    | 29,4                    | 31,1                    | 31,1                    | 28,3                    | 22,2                    | 15,6                    | 10,6                    | 21,1                    |
| Середній мінімум, °C    | −1,1                    | −0,6                    | 3,3                     | 8,3                     | 12,8                    | 17,2                    | 18,9                    | 18,3                    | 15,0                    | 8,3                     | 2,8                     | −0,6                    | 8,3                     |
| Норма опадів, мм        | 135                     | 127                     | 152                     | 124                     | 117                     | 107                     | 122                     | 97                      | 91                      | 84                      | 109                     | 145                     | 1410                    |
| Днів з опадами          | 12                      | 11                      | 11                      | 10                      | 10                      | 10                      | 11                      | 9                       | 8                       | 7                       | 9                       | 11                      | 119                     |
| ----------------------- | ----------------------- | ----------------------- | ----------------------- | ----------------------- | ----------------------- | ----------------------- | ----------------------- | ----------------------- | ----------------------- | ----------------------- | ----------------------- | ----------------------- | ----------------------- |
| Джерело: Weatherbase    |                         |                         |                         |                         |                         |                         |                         |                         |                         |                         |                         |                         |                         |

## Демографія
Згідно з переписом 2010 року, у місті мешкало 2055 осіб у 858 домогосподарствах у складі 613 родин. Густота населення становила 170 осіб/км².  Було 966 помешкань (80/км²).
Расовий склад населення:
| - 94,9 % — білих - 1,9 % — чорних або афроамериканців - 0,7 % — азіатів - 0,2 % — корінних американців |

До двох чи більше рас належало 1,5 %. Частка іспаномовних становила 0,9 % від усіх жителів.
За віковим діапазоном населення розподілялося таким чином: 20,9 % — особи молодші 18 років, 61,7 % — особи у віці 18—64 років, 17,4 % — особи у віці 65 років та старші. Медіана віку мешканця становила 44,7 року. На 100 осіб жіночої статі у місті припадало 98,7 чоловіків;  на 100 жінок у віці від 18 років та старших — 92,9 чоловіків також старших 18 років.
Середній дохід на одне домашнє господарство  становив 60 649 доларів США (медіана — 46 938), а середній дохід на одну сім'ю — 69 366 доларів (медіана — 52 069). Медіана доходів становила 44 421 долар для чоловіків та 26 250 доларів для жінок. За межею бідності перебувало 11,0 % осіб, у тому числі 1,3 % дітей у віці до 18 років та 5,6 % осіб у віці 65 років та старших.
Цивільне працевлаштоване населення становило 881 особа. Основні галузі зайнятості: виробництво — 25,5 %, освіта, охорона здоров'я та соціальна допомога — 21,2 %, роздрібна торгівля — 16,3 %.